# Hangviller
Hangviller là một xã trong vùng Grand Est, thuộc tỉnh Moselle, quận Sarrebourg, tổng Phalsbourg. Tọa độ địa lý của xã là 48° 48' vĩ độ bắc, 07° 13' kinh độ đông. Hangviller nằm trên độ cao trung bình là 250 mét trên mực nước biển, có điểm thấp nhất là 217 mét và điểm cao nhất là 302 mét. Xã có diện tích 4,52 km², dân số vào thời điểm 1999 là 286 người; mật độ dân số là 63 người/km². Xã nằm khoảng 16 km về phía đông bắc của Sarrebourg, thuộc Pháp từ năm 1661.

## Thông tin nhân khẩu
| 1962 | 1968 | 1975 | 1982 | 1990 | 1999 |
| ---- | ---- | ---- | ---- | ---- | ---- |
| 319  | 354  | 336  | 304  | 287  | 286  |